# Biserica Ortodoxă din Malankara
Biserica Ortodoxă Siriacă din Malankara (în malabar: മലങ്കര ഓർത്തഡോക്സ് സുറിയാനി സഭ), cunoscută și sub numele de Biserica Ortodoxă din Malankara sau Biserica Ortodoxă Indiană (în malabar: ഇന്ത്യൻ ഓർത്തഡോക്സ് സഭ), este o biserică din familia ortodoxă orientală a creștinismului și unul dintre cele câteva grupuri de creștini ai Sfântului Toma care își au originea de la Apostolul Toma, care a sosit în India în anul 52 d.Hr. , înființând Biserica și suferind martiriul în anul 72 în Mylapore (acum orașul Chennai) din sudul Indiei.

## Comuniunea cu Biserica Orientului
Această Biserică a Indiei a fost în comuniune și dependentă de Biserica Orientului, care nu a acceptat deciziile cu privire la cristologie ale Conciliului de la Efes, din 431. Încă din secolul al VIII-lea Biserica Orientului a numit un Mitropolit al Indiei, căruia i s-a atribuit locul al zecelea în cadrul structurii sale ierarhice, dar, deoarece cei numiți în general nu vorbeau limba locală, un preot indian a fost numit și ca Arhidiacon al întregii Indii.
În 1318, creștinii Bisericii Orientului depindeau de 30 de scaune mitropolitane și de 200 de eparhii, dar până la sfârșitul secolului, majoritatea dintre aceștia au fost uciși în timpul invaziei lui Timur Lenk și au fost reduse la comunități mici din teritorii care aparțin în prezent Turciei și Irakului și, de asemenea, comunităților creștine din India.

## Comuniunea cu Biserica Ortodoxă Siriacă
Portughezii, care au colonizat India în 1498, au făcut presiuni pe creștinii din India să accepte autoritatea Bisericii Latine. Biserica Orientului fusese împărțită încă din 1552 între cei care acceptau unirea cu Roma (actuala Biserică Caldeeană Catolică) și cei care o respingeau (actuala Biserică Asiriană a Orientului și Biserica Veche a Orientului ) și chiar și pentru alte motive nu era în condițiile pentru a-și menține autoritatea în India. După Sinodul de la Diamper din 1599, mulți dintre creștinii Sfântului Toma s-au revoltat împotriva încercărilor portughezilor. În 1665, mitropolitul Mar Gregorios Abdal Jaleel al Bisericii Ortodoxe Siriace, cu sediul la Ierusalim, a călătorit în Kerala și l-a hirotonit canonic pe arhidiaconul Toma, șeful rebelilor împotriva latinizării, ca episcop. Toma și adepții săi au acceptat cristologia Bisericii Ortodoxe Siriace, direct contrară celei a Bisericii Orientului, și au adoptat ritul siriac occidental.

## Diviziuni și autonomie
În 1774 a avut loc schisma lui mar Kurilose care a creat Biserica siriacă independentă Malabar (din Thozhiyoor sau de la Anjoor).
În secolul al XIX-lea, din cauza colonizării britanice în India din 1795, Biserica Anglicană și-a răspândit doctrinele printre malankari, inspirând o mișcare de reformă condusă de Abraham Malpan, care a dus la formarea Bisericii Siriace Mar Thoma din Malabar în 1899.

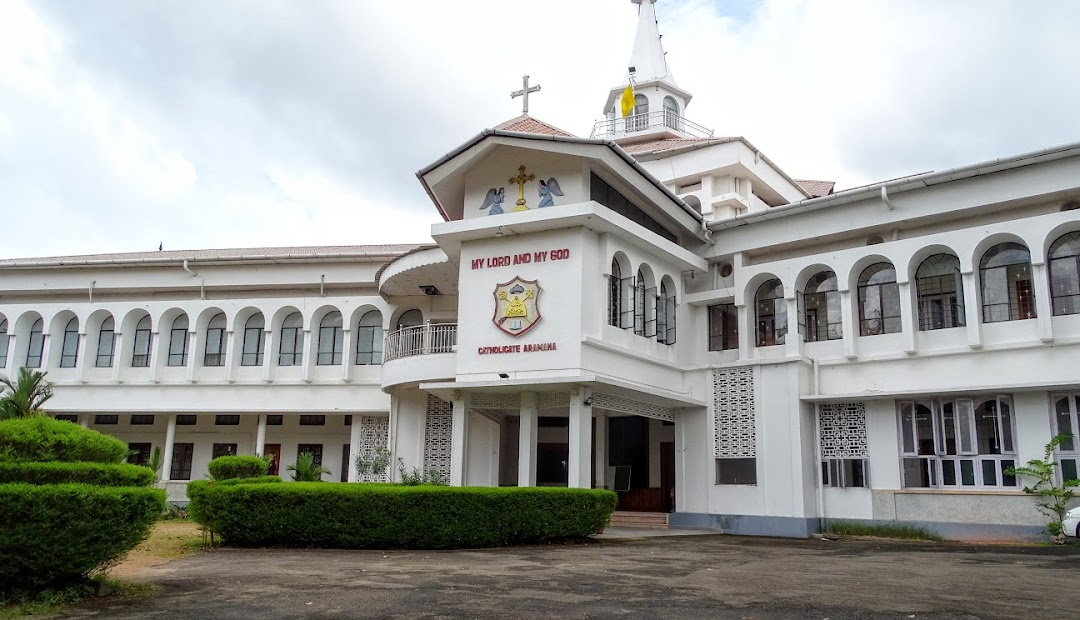
Palatul Catolicatului Ortodox siriac Malankara, din Kottayam, India.

Pe 15 septembrie 1912, prin intervenția lui Mar Abdul Messiah, un patriarh destituit al Bisericii Siriace din Antiohia, s-a înființat în India catolicismul oriental, recunoscându-se o anumită autonomie de jurisdicție de facto exercitată deja de șeful credincioșilor din India, de atunci numit Catolicos . Acest lucru nu a fost acceptat de cei care au rămas loiali patriarhului siriac de drept.
În 1926 o parte a Bisericii Malankara a intrat în comuniune cu Biserica Catolică, formând Biserica Catolică Siro-Malankara.
În 1958, Curtea Supremă a Indiei el i-a declarat pe catholicos ca autocefal și legal pe episcopii în comuniune cu el. A existat o reconciliere între autonomiști și cei care l-au susținut pe patriarh. În 1964, Patriarhul a recunoscut sau a restabilit oficial mafrianatului sau catolicosatul. Biserica Indiei a fost administrată ca biserică autonomă în cadrul Patriarhiei siriace. Dar în 1975 schisma s-a repetat când patriarhul siriac l-a detronat și excomunicat pe catolicosul Basilius Augen și l-a numit rival, fapt care a dus la diviziunea care încă mai persistă.

## Situația actuală

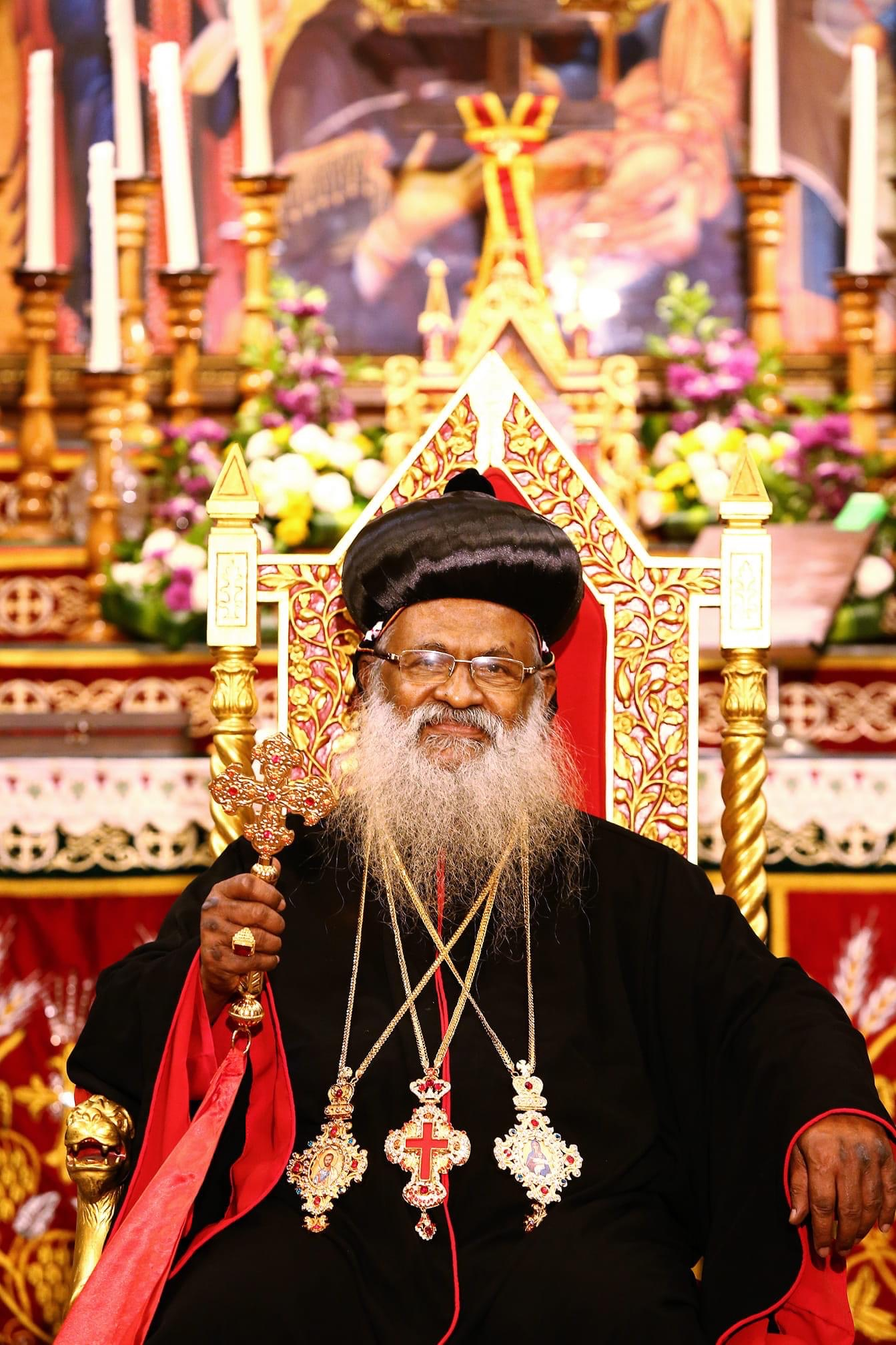
Basilius Marthoma Mathews III, catolic oriental și mitropolit de Malankara.

Biserica păstrează tradiția ortodoxă orientală în ceea ce privește credința și liturghia. Ca și celelalte Biserici Ortodoxe Orientale, cu care este în deplină comuniune, acceptă primele trei Sinoade Ecumenice. Liturghia care este în uz astăzi este o traducere a liturghiei preluate din Biserica Antiohiei de când aceasta și-a început relațiile cu aceasta în secolul al XVII-lea. În prezent, Biserica celebrează liturghia în malayalam, siriacă, hindi și engleză.
Șeful spiritual suprem al Bisericii Ortodoxe indiene este Catolicosul Orientului și Mitropolitul Malankarei, al cărui sediu este în Kottayam, Kerala, India. Biserica are eparhii și biserici în cea mai mare parte a Indiei, precum și în Statele Unite, Canada, Marea Britanie, Europa de Vest, Golful Persic, Malaezia, Singapore, Australia și Noua Zeelandă. Titlul oficial al șefului Bisericii este "Catolicos al orientului pe tronul Apostolic al Sfântului Toma și Mitropolitul Malankarei".
Conform recensământului din Kerala din 2011, biserica avea 493 858 de credincioși, puțin mai mult decât cei 482 762 care și-a păstrat fidelitatea față de patriarhul siriac și 465 207 al Bisericii Catolice Siro-Malankara, care s-a desprins în 1926. Marea majoritate a creștinilor statului erau fie catolici Malabar (2 3. 4. 5 911) sau latino-catolici (932 733).

### Eparhie
Biserica cuprinde 30 de eparhii:
- Eparhia de Thiruvananthapuram
- Eparhia de Kollam
- Eparhia Kottarakara-Punalur
- Eparhia Adoor-Kadampanadu
- Eparhia de Thumpamon
- Eparhia de Mavelikara
- Eparhia Chengannur
- Eparhia Niranam
- Eparhia Nilackal
- Eparhia Kottayam
- Eparhia Centrală Kottayam
- Eparhia de Idukki
- Eparhia Kandanad Est
- Eparhia Kandanad de Vest
- Eparhia Ankamaly
- Eparhia Kochi
- Eparhia de Thrissur
- Eparhia Kunnamkulam
- Eparhia Malabar
- Eparhia Sulthan Bathery
- Eparhia Brahamavar
- Eparhia de Madras
- Eparhia Bangalore
- Eparhia din Mumbai
- Eparhia Calcutta
- Eparhia de Dehli
- Eparhia din Ahmedabad
- Eparhia Americii de Nord-Est
- Eparhia Americii de Sud-Vest
- Eparhiile Regatului Unit, Europei și Africii